# Bistum Escuintla
Das Bistum Escuintla (lat.: Dioecesis Escuintlensis) ist ein Bistum der römisch-katholischen Kirche in Escuintla. Es umfasst das Departamento Escuintla.

## Geschichte
Papst Paul VI. gründete die Territorialprälatur Escuintla am 9. Mai 1969 aus Gebietsabtretungen des Erzbistums Guatemala. Am 28. Juli 1994 wurde sie zum Bistum erhoben.

## Ordinarien

### Prälaten von Escuintla
- José Julio García Aguilar (9. Mai 1969 – 2. November 1972, dann Bischof von Santa Cruz del Quiché)
- Mario Enrique Ríos Montt CM (13. Juli 1974 ernannt – 3. März 1984)
- Fernando Claudio Gamalero González (13. März 1986 – 28. Juli 1994)

### Bischöfe von Escuintla
- Fernando Claudio Gamalero González (28. Juli 1994 – 3. April 2004)
- Victor Hugo Palma Paúl (3. April 2004 – 10. Dezember 2024, dann Erzbischof von Los Altos Quetzaltenango-Totonicapán)
  - Sedisvakanz seit 10. Dezember 2024